# Auf leisen Sohlen kommt der Tod
Auf leisen Sohlen kommt der Tod (Fuzz) ist eine US-amerikanische Kriminalkomödie aus dem Jahr 1972. Regie führte Richard A. Colla, das Drehbuch schrieb Ed McBain anhand seines eigenen Romans Die Greifer (Originaltitel: Fuzz). Der Film wurde in Boston gedreht.

## Handlung
Die Polizeiermittler Steve Carella, Bert Kling und Meyer Meyer gehören einer Sondereinheit beim 87. Polizeirevier an, der die Polizistin Eileen McHenry zugeteilt wird. Sie untersuchen eine Mordserie, die ein Deaf Man und seine Gang mit Bomben begehen. Zuerst wird ein Kommissar getötet, dann ein Kommunalpolitiker. Die Bombenleger fordern eine hohe Geldsumme und drohen mit der Ermordung des Bürgermeisters. Die Sondereinheit ermittelt außerdem in dieser Zeit gegen einen in einem Park aktiven Vergewaltiger und andere Straftäter.
Die Polizisten stellen Deaf Man eine Falle, Carella und Meyer warten auf ihn in der Verkleidung von Nonnen. Die Aktion gelingt nicht und sie schnappen nur einen Boten. Deaf Man sprengt das Haus des Politikers und will die Tat mit Alkohol feiern. Im Laden trifft er zufällig Carella und Meyer, die ihn nach einem Schusswechsel stellen wollen. Bei seiner Flucht gerät er an Irre, die Obdachlose anzünden und stürzt brennend in den Fluss. Da er nicht mehr auftaucht feiern sich die Polizisten als Sieger. Ganz zum Schluss erkennt man, das sich eine Hand im Wasser noch bewegt.

## Kritiken
Roger Ebert schrieb in der Chicago Sun-Times vom 11. Juli 1972, der Film sei einer der nettesten Polizeifilme seit längerer Zeit. Er sei unkonventionell, witzig und in einer ruhigen Weise heiter. Die zahlreichen Handlungsstränge würden an MASH von Robert Altman erinnern. Ebert lobte die Leistungen der Darsteller.
Das Lexikon des internationalen Films schrieb, der Film sei eine „mißlungene Verbindung von Scheinreportage und Krimi in rüder Gangart“.